# San Pietro Clarenza
San Pietro Clarenza es una comuna (municipio) situada en la ciudad metropolitana de Catania, en Sicilia. Tiene una población estimada, a fines de abril de 2022, de 8252 habitantes.
Está ubicada a unos 160 km al sureste de Palermo y a unos 7 km al noroeste de Catania.
Limita con los siguientes municipios: Belpasso, Camporotondo Etneo, Catania, Mascalucia y Misterbianco.
La agricultura es su principal actividad económica, con gran producción de cítricos, vino, aceite de oliva, fruta y bordados artesanales.

## Historia
El nombre del municipio se debe a la devoción que los vecinos tenían por San Pedro y al nombre de una familia feudal local, los Clarenza. Formó parte de la ciudad de Catania, siendo propiedad de las familias Massa, Reitiano (con la asunción de título de Príncipe en 1648) y Pietrasanta. Cuando el noble Guiseppe Mario Clarenza compra la ciudad en 1779, asume el título de barón de San Pedro y a la localidad se le añade el nombre de Clarenza. Al estar en las faldas del volcán Etna, fue destruida por una erupción en 1669 y por un terremoto en 1693.

## Evolución demográfica
| Gráfica de evolución demográfica de San Pietro Clarenza entre 1861 y 2022 |
|                                                                           |
| Fuente: ISTAT - Elaboración gráfica de Wikipedia                          |